# 社会经济发展研究所
社会经济发展研究所（英语：Socio-Economic Development and Research Institute，简称SEDAR Institute）是隶属于马来西亚民政运动的智库，成立于2001年。

## 沿革
社会经济发展研究所的前身是民政党的经济研究局。在迎来第二个千禧年之际，时任党主席林敬益制定了一项2000年计划，其中一个内容就是将该党的经济研究局升格为社会经济发展研究中心，该研究中心将扮演智囊团的角色，以为党进行研究和监督社经重要课题，时任经济研究局主任是许子根。

## 愿景
社会经济发展研究所是一个非营利和独立的组织，致力于提出建议和策略，以帮助所有马来西亚人建立一个团结、民主、公正、平等、自由和进步的国家，超越种族和宗教的藩篱。社会经济发展研究所自2001年成立以来，致力于推广和促进联邦宪法和国家原则的精神和原则。